# Welko Kanew

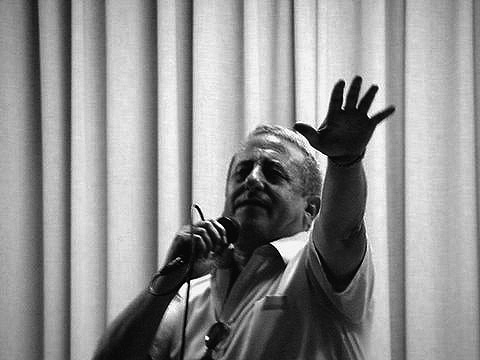
Welko Kanew

Welko Christow Kanew (auch Velko Hristov Kanev, bulgarisch Велко Христов Кънев; * 31. Juli 1948 in Elchowo; † 11. Dezember 2011 in Sofia) war ein bulgarischer Schauspieler, Sänger und Komiker.

## Biografie
Welko Kanew, geboren 1948 in Elchowo, studierte bis 1973 Schauspielerei an der Nationalen Akademie für Theater- und Filmkunst in Sofia (Национална академия за театрално и филмово изкуство; НАТФИЗ) und wurde anschließend Schauspieler am bulgarischen Nationaltheater „Iwan Wasow“. Zu noch größerer Bekanntheit verhalf ihm sein Mitwirken an einer Vielzahl bekannter Filme des bulgarischen Kinos und Fernsehens, wie beispielsweise in seinen Rollen als „Velko“ in Orchester ohne Name (bulg. Оркестър без име) 1982, als Inspektor Tjuchtschew in Bon shans, inspektore! (bulg. Бон шанс инспекторе!) 1983 und als Perro der Dieb in Die 13. Verlobte des Prinzen (bulg. 13-ата годеница на принца) 1987. Zusammen mit Pawel Popandow und Georgi Mamalew hat Kanew die bekannte Kabarettgruppe „NLO“ (bulgarisch für „UFO“) gegründet, aus der später die Fernsehserie Club NLO (bulg. Клуб НЛО) hervorging.
Welko Kanew verstarb in der Nacht von 11 auf dem 12. Dezember 2011 an Krebs.

## Filmografie (Auswahl)
- 1977: Matriarhat
- 1982: Orkestar bez ime
- 1983: Bon shans, inspektore!
- 1985: Manevri na petiya etazh (Manöver im 5. Stock)
- 1986: Da obichash na inat
- 1987: Petak vecher (Freitag Abend)
- 1996–2004: Club NLO (TV-Serie)

## Ehrung
- Träger des Ordens der Heiligen Kyrill und Methodius (2008)